# Lanka (kép)
A Lanka (eredeti címén Bliss, „Öröm”) a Microsoft Windows XP operációs rendszerének alapértelmezett háttérképe, egy szerkesztés nélküli fénykép, amely zöld dombot és fehér felhős kék eget ábrázol. A képet Charles O'Rear készítette a kaliforniai Los Carneros borvidéken 1996-ban; a Microsoft 2000-ben vásárolta meg a jogokat.

## Keletkezése

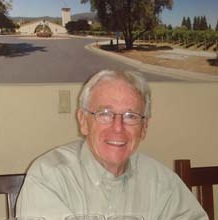
Charles O'Rear 2007-ben

Charles O'Rear, a National Geographic korábbi fotósa, aki a San Franciscótól délre fekvő Napa-völgyben, St. Helena városában élt, középformátumú Mamiya RZ67 fényképezőgéppel készítette a képet 1996 januárjában, mikor úton volt a barátnőjéhez, későbbi feleségéhez, Daphne Irwinhez. O'Rear és Irwin épp egy, a borvidékről szóló könyvön dolgoztak. Aznap kifejezetten figyelte a fényképezésre adódó lehetőségeket, mivel épp elvonult a vihar, és a nemrégiben történt esőzéseknek köszönhetően különösen zöld volt a vidék. A sonomai főúton (kaliforniai 12-es és 121-es út) vezetett, mikor meglátta a dombot, melyet akkoriban nem borított a környéken szokásos szőlőültetvény, ugyanis pár évvel korábban egy filoxérajárvány miatt eltávolították a szőlőt. „Istenem, ez az, a fű tökéletes! Zöld! Süt a nap, van pár felhő” – gondolta O'Rear, megállt és az út mellett készített pár képet egy fotóállvány segítségével, a Fujifilm Velvia filmjére, melyet gyakran használtak természetfotósok, és tudvalevőleg hajlamos volt egyes színeket szaturálni. O'Rear szerint a fényképezőgép és a film típusának köszönhető a kép sikere; úgy véli, 35 mm-es filmmel nem érte volna el ugyanezt a hatást. Mivel az ég gyorsan változott, elképzelhetőnek tartja, hogy a felhők nagy része az alatt jelent meg, hogy felállította az állványt. Négy képet készített, majd visszaült a kocsijába. Bár később sokan hitték, hogy digitális utómunkával feljavított vagy Photoshoppal készült képről van szó, O'Rear ezt cáfolta.
Mivel a könyvükhöz nem volt rá szükség, O'Rear eladta a képet a Westlightnak stockfotóként, Bukolikus zöld dombok néven. 1998-ban a Westlightot felvásárolta a Corbis. A Windows XP fejlesztési csapata 2000-ben vette fel a kapcsolatot O'Rearrel a Corbison keresztül, melyet O'Rear szerint azért választottak a nagyobb versenytárs, a szintén seattle-i Getty Images helyett, mert a Corbis szintén Bill Gates tulajdona. „Fogalmam sincs, mit kerestek. Talán olyan képet, ami békés? Ami nem kelt feszültséget?”
A Microsoft nem csak licenszelni akarta a képet, hanem minden jogot meg akart vásárolni hozzá. Az összeg, amelyet ajánlottak érte, O'Rear szerint a második legnagyobb összeg volt, amit egyetlen képért valaha is kifizettek, de titoktartási egyezséget írattak alá vele, így nem mondhatja el a pontos összeget. Feltételezések szerint dollárban hatszámjegyű összegről van szó. A Microsoft az eredeti filmet és a szükséges aláírt papírokat futárszolgálattal szállíttatta volna seattle-i irodájába, mikor azonban a futárszolgálatok megtudták, mekkora értékű szállítmányról van szó, nem voltak hajlandóak elvinni, mert a biztosításuk nem fedezte volna. Így a Microsoft repülőjegyet foglalt O'Rearnek Seattle-be, hogy személyesen vigye el a filmet. A Microsoft O'Rear egy másik képét, a Telihold a vörös dűnék felett-et is licenszelte, bár nem vásárolta meg a jogokat hozzá.
A Lankának a Microsoft adta jelenlegi nevét, és nagy szerepet kapott az XP marketingkampányában. Bár sokan azt állítják, a Microsoft kicsit megvágta a képet és erősebbé tette a zöld színt, a Corbistól vásárolt változat már eleve így volt vágva.
A Windows XP sikerének köszönhetően az ezt követő évtizedben a képet az abban az időben legtöbb ember által látott fényképnek tartották. A fotós becslése szerint világszerte több mint egymilliárd gépen láthatták, annak alapján, hány példányban kelt el az XP.

## Kísérletek a kép újraalkotására

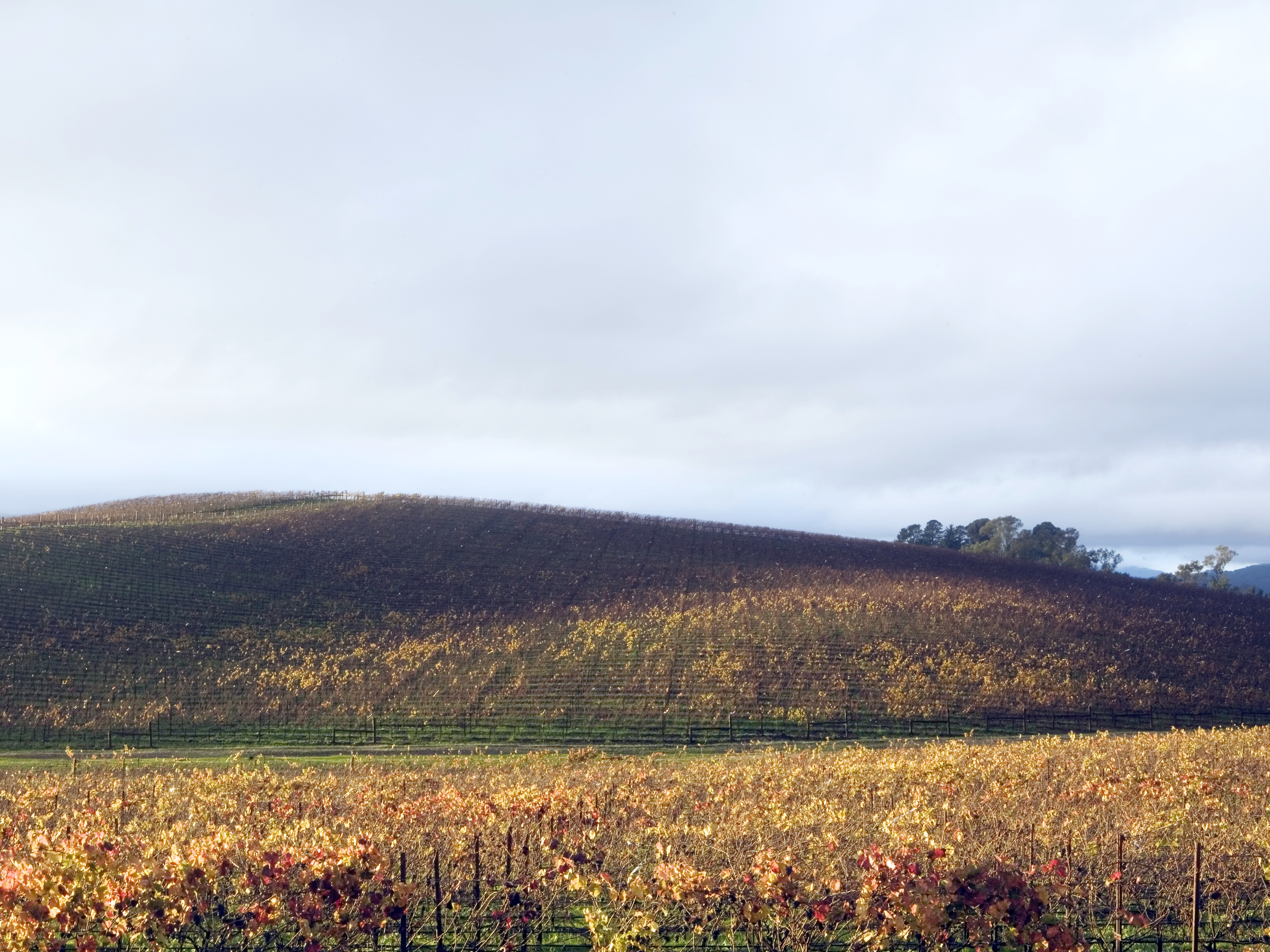
A Goldin+Senneby képe 2006 novemberében, nagyjából ugyanazon a helyen; a területet szőlő borítja

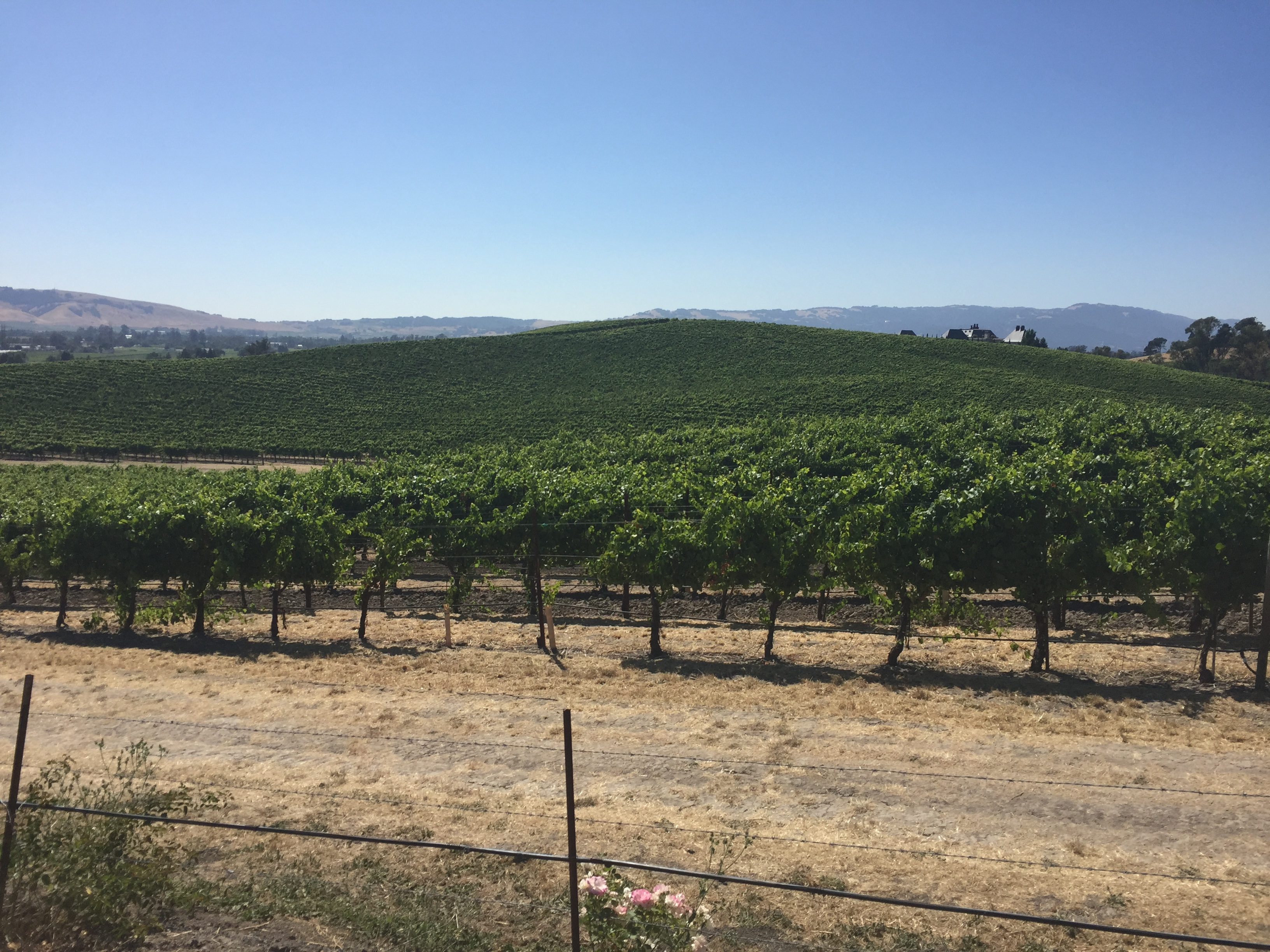
A domb képe 2017 júliusában

2006 novemberében a Goldin+Senneby ellátogatott oda, ahol a fénykép készült, és újrafényképezte az immár szőlővel benőtt helyet. Képük, a  Microsoft után először a „Tegnap volt Párizs” kiállításon volt megtekinthető 2007 áprilisában, a La Vitrine galériában, majd Göteborgban, a 300m3-ban.

## Fogadtatása
O'Rear elismeri, hogy bármennyi képet készített is, míg a National Geographicnek dolgozott, leginkább valószínűleg a Lankáról fognak emlékezni rá. „Aki most tizenöt évesnél idősebb, az egész életében emlékezni fog erre a képre”, mondta. Mivel a kép eredete csak több évvel az XP megjelenése után vált széles körben ismertté, addig számos feltételezés született arról, hol készülhetett: a tippek közt felmerült Franciaország, Anglia, Svájc, Új-Zéland Észak-Otago régiója, valamint Washington állam délkeleti része. Mivel az XP holland változatában Írország néven szerepel a kép, a holland felhasználók körében elterjedt, hogy az ír Kerry megyében készült; a portugál változatban Alentejo a neve egy portugál régió után, ezért sok portugál anyanyelvű felhasználó azt hitte, ott készült. Többen feltételezték, hogy a kép nem valós helyszínen készült, az ég eredetileg külön kép volt, és összemontírozták a dombbal. O'Rear kitart amellett, hogy a Microsoft kisebb módosításait leszámítva semmilyen digitális utómunka nem zajlott a képen, ellentétben Adams Monolit nevű képével. „Nem »alkottam« a képet, csak a megfelelő pillanatban ott voltam és dokumentáltam. Ha Ansel Adams vagy, készítesz egy bizonyos képet a Half Dome-ról [a Yosemite Nemzeti Park jellegzetes alakú sziklája], és szeretnéd, hogy egy bizonyos módon essen rá a fény, akkor manipulálod a fényt. Ő híres volt arról, hogy a sötétkamrában dodge and burn technikával módosít a képen. Ezen itt semmi ilyesmi nincs.”
2001 decemberében a Microsoft egy Lanka nevű képernyőkímélőt is megjelentetett, hasonló tájképpel, animált effektusokkal.
2012-ben David Clark, a brit Amateur Photographer magazin munkatársa azt írta a Lanka esztétikai minőségéről, hogy „Kritikusok szerint a kép lehet, hogy unalmas és nincs témája, támogatói szerint azonban az, hogy felidéz egy tiszta, napfényes napot egy gyönyörű tájon, az maga a téma.” Clark szerint a kép megkülönböztető jellegzetessége az álomszerűség, melyet a domboldalra eső megszűrt napfény okoz. „Hogy miért esett a Microsoft választása erre a képre mind közül?” – tette fel a kérdést. Bár a cég sem O'Rearnek, sem másnak nem mondta el soha, Clark szerint rá lehet jönni. „Hozzájárulhatott az, hogy vonzó, kellemes látvány, és nem vonja el a figyelmet más, esetleg a képernyőn lévő elemektől. Lehet, hogy azért is választották, mert egy zöldellő táj szokatlanul hívogató képe, ami jó érzéssel tölti el az asztalhoz kötött számítógép-felhasználókat.”

## Fordítás
- Ez a szócikk részben vagy egészben  a   Bliss (image) című angol Wikipédia-szócikk ezen változatának fordításán alapul.  Az eredeti cikk szerkesztőit annak laptörténete sorolja fel. Ez a jelzés csupán a megfogalmazás eredetét és a szerzői jogokat jelzi, nem szolgál a cikkben szereplő információk forrásmegjelöléseként.